# Манычский улус
Манычский улус — административно-территориальная единица в составе Калмыцкой степи Астраханской губернии, Калмыцкой автономной области.

## История
Образованию Манычского улуса предшествовало разделение в середине XIX века Малодербетовского улуса, растянувшегося на несколько сот километров от реки Маныч на юге и почти до Царицына на севере, в административных целях на южную и северную части
Официальное размежевание южной (Манычский улус) и северной частей Малодербетовского было проведено в 1892 году. Граница Малодербетовского и Манычского улуса прошла несколько южнее села Кегульта. Согласно архивным данным в 1896 году в Южной части улуса числилось 4052 кибитки, 11691 мужского и 9302 женского, всего 20 997 душ.

С начала XX века ставкой Манычского улуса становится Элиста. В 1906—1907 годах в Элисте было построено здание Манычской улусной школы. 

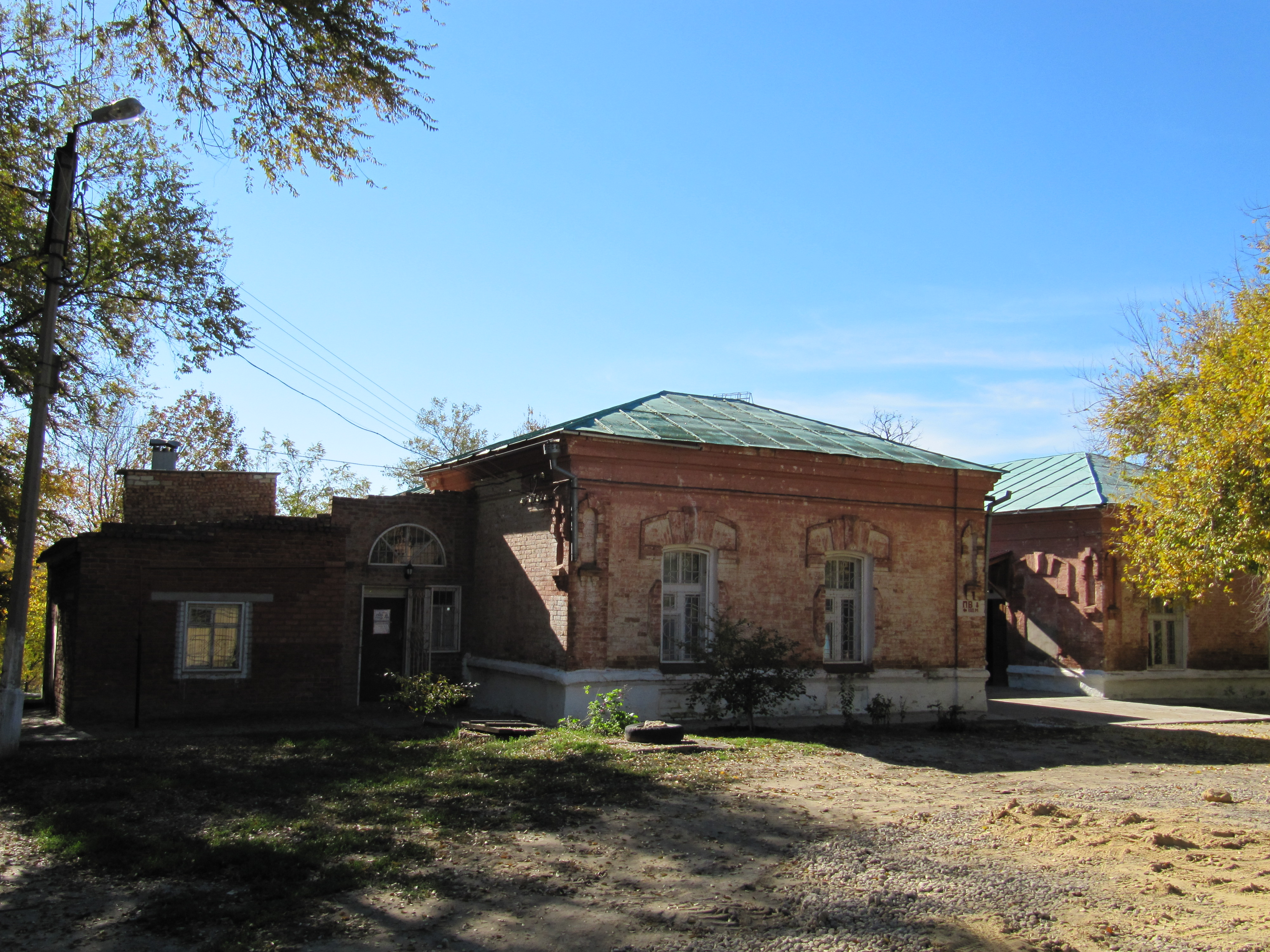
Манычская улусная школа

После Февральской и Октябрьской революций резко обострились национально-земельные отношения в улусе, вызванные крайним малоземельем русских сёл, располагавшихся на территории улуса. В целях смягчения сложившейся ситуации постановлением ЦИК Калмыцкой автономной области от 22 февраля 1922 года из состава улуса был выделен Ремонтненский уезд, в состав которого вошли сёла Ремонтное, Большое Ремонтное, Киша, Кресты, Кормовое, Приютное и Богородское. Однако в состав уезда вошли земли, которыми жители сёл были наделены и до 1917 года. Поэтому они продолжались пользоваться оброчными, арендными и другими землями за территорией уезда. В 1923 году в связи с обострением земельного вопроса было принято решение о передаче земель к западу от параллели 43"30 в состав Сальского округа Северо-Кавказского края, однако Ремонтненский уисполком настаивал на выделении уезда из состава Калмыцкой области вместе с Элистинской волостью, оказавшейся в центре Манычского улуса с широким соединительным коридором.
Передача Ремотненского уезда Сальскому округу Северо-Кавказского края произошла в 1925 году. Элиста при этом осталась в составе Манычского улуса. Немаловажным для сохранения Элисты стал выбор её в качестве новой столицы автономии.
Манычский улус был упразднён в 1930 году в результате введения нового административно-территориального деления.

## Население
Динамика численности населения
| 1896  | 1904  |
| ----- | ----- |
| 20997 | 22103 |

## Аймачное деление
Согласно Памятной книжке Астраханской губернии на 1914 год Манычский улус объединял 9 аймаков:
- Оргакиновский;
- Ульдючиновский;
- Яшкульский;
- Бурульский;
- Бага-Чоносовский;
- Ики-Чоносовский;
- Мандженкиновский;
- Кебютовский;
- Наинтанкиновский.

Помимо указанных аймаков в состав улуса входило село Бислюрта.